# Georges Benedetti

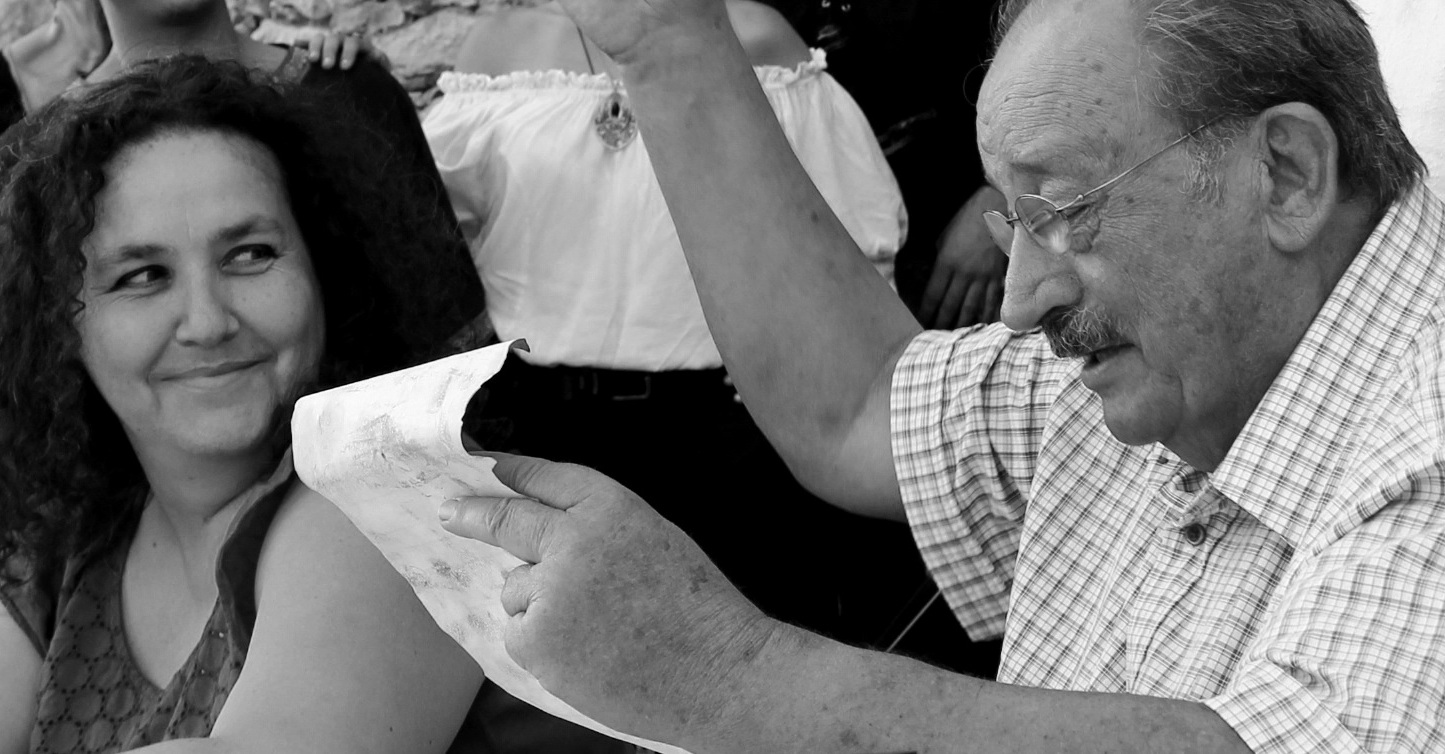
Georges Benedetti

Georges Benedetti (* 29. Juli 1930 in Antisanti auf Korsika; † 19. November 2018 in Bastia) war ein französischer Politiker. Er war von 1981 bis 1986 und von 1988 bis 1993 Mitglied der Nationalversammlung und von 1986 bis 1988 Mitglied des Senats.
Benedetti war hauptberuflich Arzt. Er war Mitglied der Parti socialiste und Bürgermeister von Bagnols-sur-Cèze. Er zog 1981 für die Sozialisten in die Nationalversammlung ein. 1986 ersetzte er den verstorbenen Edgar Tailhades als Senator für das Département Gard. Im Senat war er Mitglied der Kommission für soziale Angelegenheiten. Nach zwei Jahren im Senat wurde er erneut in die Nationalversammlung gewählt. Den Ruhestand verbrachte Benedetti wieder auf Korsika.
Er starb dort 88-jährig im November 2018.